# 2016 في اليابان
فيما يلي قوائم الأحداث التي وقعت خلال عام 2016 في اليابان.

## أحداث
- 14 أبريل – زلازل كوماموتو 2016

## سياسة

### تعيين في المنصب
- 2 أغسطس – يوريكو كويكي محافظ طوكيو.

### انتهاء فترة المنصب
- 25 يوليو – ريوكو تاني عضو مجلس المستشارين.
- 3 أغسطس – تارو كونو رئيس الهيئة الوطنية للسلامة العامة [الإنجليزية]‏، Minister of State for Consumer Affairs and Food Safety [الإنجليزية]‏.

## رياضة
- 18 ديسمبر – كأس العالم للأندية 2016 الفائز ريال مدريد.

## أفلام
من الأفلام التي صدرت هذه السنة في اليابان:
- 1 يناير – دراغون بول زد: إعادة إحياء "إف" من إخراج تاديوشي يامامورو  [لغات أخرى]‏.
- 1 يناير – فيلم ناروتو: ذعر الحيوانات في جزيرة هلال القمر من إخراج Toshiyuki Tsuru [الإنجليزية]‏.
- 1 يناير – كينغسلايف: فاينال فانتازي 15 من إخراج Takeshi Nozue  [لغات أخرى]‏.
- 1 يناير – هجوم العمالقة من إخراج شينجي هيغوتشي.
- 20 فبراير – كريبي من إخراج كيوشي كوروساوا.
- 16 أبريل – المحقق كونان: الكابوس الأشد سوادا من إخراج Kōbun Shizuno [الإنجليزية]‏.
- 3 يوليو – اسمك من إخراج ماكوتو شينكاي.
- 15 يوليو – ون بيس: غولد
- 29 يوليو – عودة غودزيلا من إخراج هيدياكي أنو.
- 15 أكتوبر – شخص ما من إخراج دايسوكي ميورا.

## برامج ومسلسلات وأنمي
- كابانيري الحصن الحديدي
- ناتسومي وكتاب الأصدقاء

## وفيات

### يناير
- 2 يناير – شيججي كانيكو (مواليد 1931) ملاكم ياباني.
- 23 يناير – كوإيتشي سيكيموتو (مواليد 1978) لاعب كرة قدم ياباني.

### فبراير
- 3 فبراير – ياسو تاكاموري (مواليد 1934) لاعبو كرة قدم يابانيون.
- 13 فبراير – كريستوفر زيمان (مواليد 1925) رياضياتي بريطاني.

### مارس
- 26 مارس – يوشيمي كاتاياما (مواليد 1940)

### أبريل
- 3 أبريل – كوجي وادا (مواليد 1974) مغني ياباني.
- 12 أبريل – تورو أوهيرا (مواليد 1929)

### مايو
- 17 مايو – يوكو ميزوتاني (مواليد 1964)
- 20 مايو – تسويوشي ماكينو (مواليد 1945) كاتب ومؤلف ياباني.

### يوليو
- 31 يوليو – تشيونوفوجي ميتسوغو (مواليد 1955) مصارع سومو ياباني.

### أكتوبر
- 10 أكتوبر – كازوناري تاناكا (مواليد 1967) ممثل ياباني.
- 15 أكتوبر – كينجيرو أزوما (مواليد 1926) نحات ياباني-إيطالي.
- 27 أكتوبر – تاكاهيتو أمير ميكاسا (مواليد 1915)